# 미하일 마미아시빌리
미하일 게라지예비치 마미아시빌리(러시아어: Михаил Гера́зиевич Мамиашви́ли, 1963년 11월 21일~)는 소련과 러시아의 레슬링 선수, 지도자이다. 1988년 하계 올림픽 그레코로만형 미들급에서 금메달을 획득했으며, 세계 선수권 대회와 유럽 선수권 대회에서 3회 우승했다.
은퇴 후에는 레슬링 코치와 체육행정인으로 활동하고 있으며, 러시아 레슬링 대표팀 코치 및 감독, CSKA 모스크바 레슬링팀 감독, CSKA 모스크바 단장, 러시아 올림픽 위원회 집행위원, 러시아 레슬링 연맹 부회장을 거쳐 현재 러시아 레슬링 연맹 회장직과 세계 레슬링 연합 부회장을 맡고 있다.